# 封禁作品
封禁作品泛指政府或宗教势力为了巩固自身的地位或信众的信仰，禁止、查封各类不利己或认为应被封禁的作品，包括各类出版物或其它作品。特殊的情况是，对作品的题材进行整体封禁。如中华人民共和国政府在911事件后，为避免与美国政府的摩擦影响国际形象，而封禁国内的朝鲜战争题材作品。
禁书是最早被封禁的作品类别。政治和宗教因素通常是作品被封禁的原因。随着近代社会的发展，电影在1895年起逐漸普及，出版物的种类日渐增多，如未能通过政府掌握的审查制度，则成为被封禁的作品。跨国或跨境传播的作品，因审查制度的不同而有不同的待遇。

## 相关
- 审查制度
- 踰越限制級